# Белланглиз
Беллангли́з (фр. Bellenglise) — коммуна во Франции, находится в регионе Пикардия. Департамент коммуны — Эна. Входит в состав кантона Боэн-ан-Вермандуа. Округ коммуны — Сен-Кантен.
Код INSEE коммуны — 02063.

## Население
Население коммуны на 2010 год составляло 386 человек.
| 1962 | 1968 | 1975 | 1982 | 1990 | 1999 | 2010 |
| ---- | ---- | ---- | ---- | ---- | ---- | ---- |
| 276  | 426  | 517  | 479  | 441  | 410  | 386  |

## Экономика
В 2010 году среди 246 человек трудоспособного возраста (15—64 лет) 169 были экономически активными, 77 — неактивными (показатель активности — 68,7 %, в 1999 году было 71,1 %). Из 169 активных жителей работали 150 человек (75 мужчин и 75 женщин), безработных было 19 (10 мужчин и 9 женщин). Среди 77 неактивных 19 человек были учениками или студентами, 31 — пенсионерами, 27 были неактивными по другим причинам.